# Charon (mythologie)

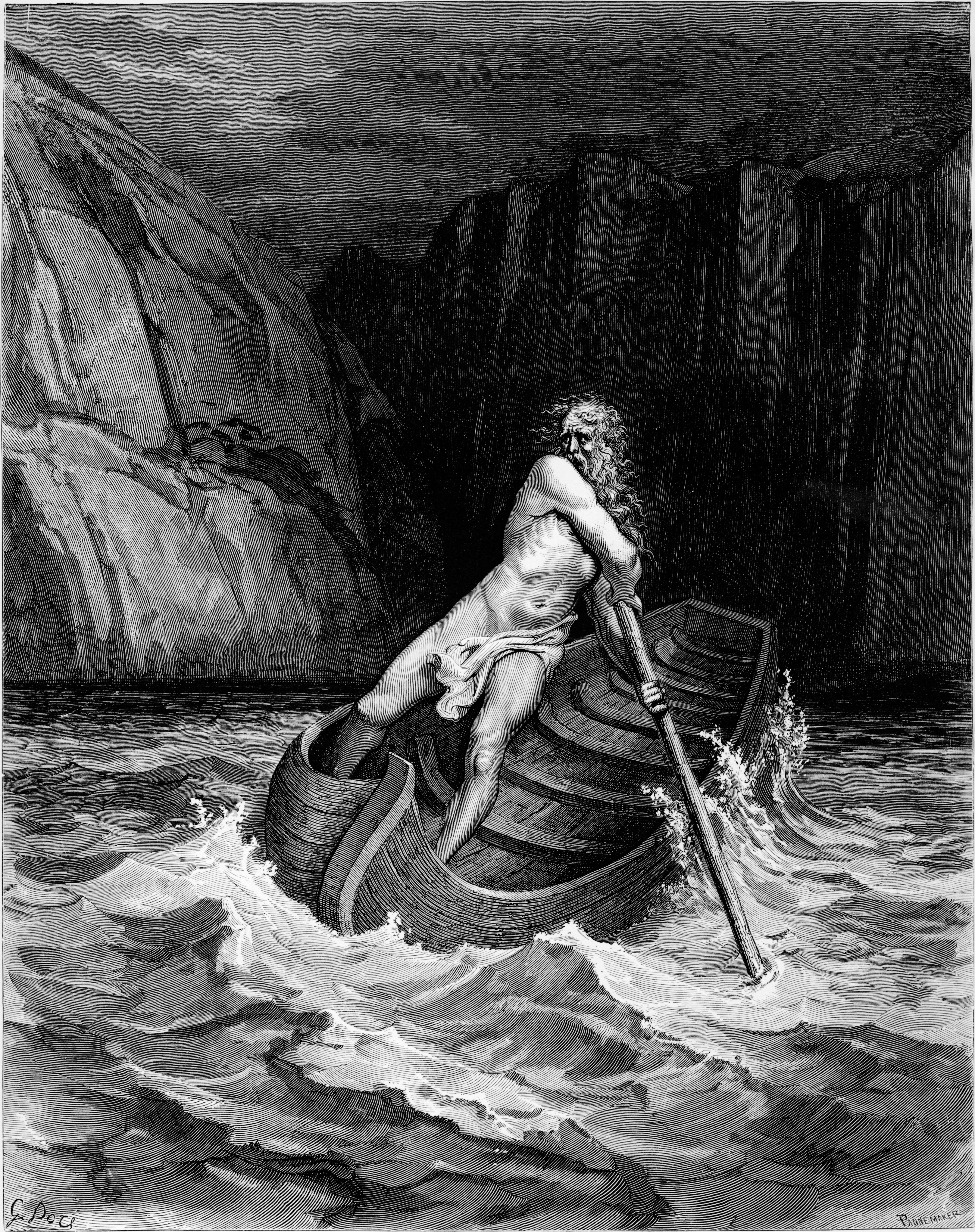
Charon. Gravure van Gustave Doré

Charon (Oudgrieks: Χάρων), zoon van Nyx en Erebos, is een figuur uit de Griekse mythologie.
De Oude Grieken geloofden dat overledenen als schimmen in het onderaardse dodenrijk van Hades voortleefden. Hermes (in de hoedanigheid van psychopompos) begeleidde de doden tot de mythische rivier de Styx, waar ze met een veerboot naar het aan de overkant liggende dodenrijk werden gebracht.
Charon was de veerman. Hij werd voorgesteld als een oude man, lijdend onder de taak die hij tot in de eeuwigheid vervult. Vanwege het geloof dat de overtocht over de Styx niet kosteloos was, werd bij de overleden Grieken een obool onder de tong gelegd. Als de overtocht niet betaald kon worden, dan zouden de geesten van de overledenen meer dan 100 jaar aan de oever van de rivier ronddwalen.
Charon komt onder andere voor in de mythe van Orpheus (die met zijn muziek Charon weet over te halen hem naar de Hades te brengen om zijn geliefde Eurydice terug te halen) en in de mythe van de held Herakles, die bij het laatste van zijn Twaalf Werken de hellehond Kerberos, bewaker van de toegang van de onderwereld, moet ontvoeren.
De figuur van Charon is waarschijnlijk afkomstig van de Sumeriërs, in wiens mythologie er een vergelijkbare figuur was. De Italiaanse schrijver Dante Alighieri introduceerde Charon in de christelijke mythologie in de Divina Commedia. Charon is het eerste benoemde personage dat de verhalende hoofdpersoon van het boek ontmoet in de hel.